# فونغ يو لان
فونغ يو لان (بالصينية: 冯友兰)ء (4 ديسمبر 1895 - 26 نوفمبر 1990)، هو فيلسوف ومؤرخ للفلسفة صيني ولد سنة 1895. كانت أعماله ذات أهمية في إعادة تقديم الفلسفة الصينية في الدراسات الحديثة.

## افكاره
دعا لمواجهة غزو الأفكار الوضعية والمادية إلى تجديد الفلسفة الكونفوشية وعمل على احياء العقلانية الموضوعية لتشو-هي بعد أن دمج بها المنهج الواقعي الجديد للتحليل المنطقي عرض مذهبه في كتابه مذهب جديد في فلسفة ال لي سنة 1939 واقامه على أربعة مفاهيم ميتافيزيقية أساسية: (لي) أي المبدا و (كي) أي القوة المادية و (طاو-طي) أي الجوهر أو انبساط الطاو و (طا-تسيوان) أي الكل الأكبر ويعني المفهوم الأول ان لكل شيء مبدا (لي) يكون بموجبه ما هو كائن عليه والثاني ان تحقيق المبدا يتطلب قوة مادية (كي) تخرج به إلى الوجود والثالث ان الكون في حركة متصلة وذلك هو انبساط (الطاو) والرابع ان الكل أكبر من كل وجود واقعي و (طا-تسيوان) يقابل المطلق في الفلسفة الغربية مثلما تطابق افكار (لي) و (كي) و (طاو-طي) افكار الوجود واللاوجود والصيرورة في فلسفة هيغل.
و يستخلص فونغ من هذه الميتافيزيقا فلسفة في الحياة ترمي إلى تجاوز الدوائر الغريزية والنفعية والاخلاقية لتتادى إلى دائرة مفارقة هي دائرة الحب التي يحقق فيها الموجود الإنساني طبيعته ويتحد في اتساق مع الكل الأكبر.
هذا وقد ترجم كتابا فونع يو لان روح الفلسفة الصينية والوجيز في تاريخ الفلسفة الصينية إلى عدد من اللغات الأوروبية

## روابط خارجية
- فونغ يو لان على موقع الموسوعة البريطانية (الإنجليزية)